# 西里西亚起义
西里西亚起义（波蘭語：Powstania śląskie）是1919年8月至1921年7月德国魏玛共和国上西里西亚发生的三起起义，当地波兰族分裂主义者试图将该地区纳入新成立的波兰共和国，并因此与德国警察和准军事组织发生冲突。该次冲突后，该地区被德国和波兰所分割。

## 結果
德國人和波蘭人在上西里西亞的安排和雙方發出的呼籲，以及派遣六個營的盟軍部隊和解散當地警衛，極大地促進了該地區的平定。
然而，盟軍最高委員會仍未能就按照公民投票的方式分割上西里西亞領土達成協議；英國和法國只能就一個解決方案達成一致：將問題交給國際聯盟理事會。
國際聯盟理事會已將此事移交給一個委員會進行進一步調查，這在整個德國和上西里西亞的德國部分引起了極大的興奮。該委員會仍由四名代表組成，分別來自比利時、巴西、西班牙和中國。該委員會收集了自己的數據並發布了決定，強調自決原則。根據該委員會及其專家的報告，理事會於 192110月將上西里西亞工業區的大部分地區授予波蘭。
波蘭政府決定給予西里西亞相當大的自治權，西里西亞議會作為選區，西里西亞省議會作為執行機構。